# Éclipse solaire du 31 mai 2003
L’éclipse solaire du 31 mai 2003 est une éclipse solaire annulaire qui eut lieu, il y a : 21 ans et 9 mois.
C'était la 3e éclipse annulaire du XXIe siècle.

## Parcours

Carte animée de l'éclipse.

Cette éclipse annulaire fut visible dans les îles Shetland, puis en Islande et au centre du Groenland.
La bande d'annularité (l'anti-ombre, cône de pénombre inverse) est passée d'Est en Ouest, ce qui est atypique pour une éclipse ; ceci est dû au fait qu'elle a touché des zones de latitudes élevées, là où se produisait le Soleil de minuit. De plus, il n'y eut pas de limite sud de l'éclipse autre que le terminateur : le Soleil était éclipsé à l'horizon nord, dans ces régions.

## Image

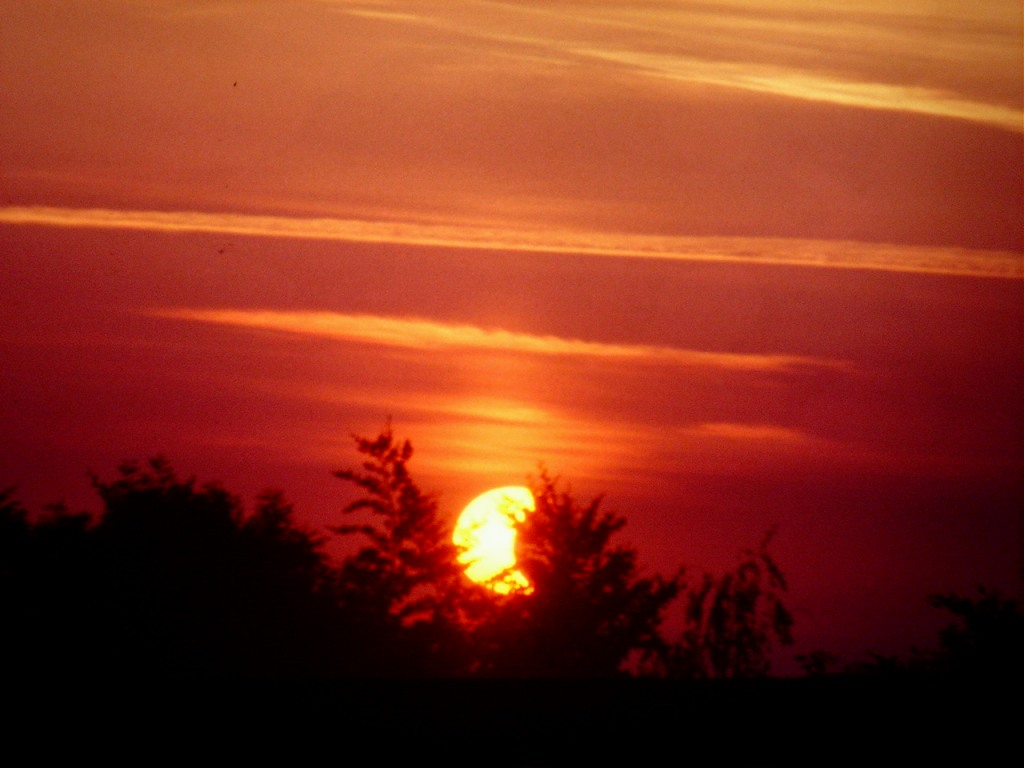
Éclipse de Soleil du 31 mai 2003 vue à Belfort.